# Jérôme Pitorin
Jérôme Pitorin, né le 29 septembre 1971 à Bressuire (Deux-Sèvres), est un journaliste, producteur, réalisateur et animateur de télévision français.
Après avoir animé, produit et réalisé de nombreuses émissions pour les chaînes TF1, M6 et NRJ 12 pendant plusieurs années, il rejoint France 5 en 2010 pour animer le magazine de voyages Échappées belles. Depuis 2015, il tient une chronique dans La Quotidienne sur cette même chaîne.

## Biographie
Jérôme Pitorin est né le 29 septembre 1971 à Bressuire dans les Deux-Sèvres. Alors qu'il est encore au lycée, il écrit déjà ses premiers articles qui se retrouvent publiés dans La Nouvelle République du Centre-Ouest. Son baccalauréat en poche, il s'inscrit pour des études en communication à Poitiers.
En 1993, il commence sa carrière à TF1 comme journaliste stagiaire et assistant de réalisation. Pendant neuf ans, il alterne reportages pour Y'a pas photo, chroniques pour Exclusif et Coucou c'est nous ! le retour, et caméras cachées pour Combien ça coûte ?. Ensuite, il devient auteur et réalisateur de Côté 5e, Côté Week-end sur la chaîne La Cinquième.
En 2004, il crée sa propre société de production : « Ça C Fait Productions ». Il travaille sur l'adaptation française de C'est du propre ! pour M6 puis réalise et produit le programme.
En 2006, il rejoint le télé-crochet Nouvelle Star pour interviewer les candidats dans la file d'attente avant d'en devenir le rédacteur en chef pendant deux saisons.
En 2008, il réalise son premier documentaire intitulé Air Guitar Heroes et diffusé sur Canal+.
En 2009, il revient sur TF1 comme chroniqueur de l'émission Méfiez-vous des idées reçues présentée par Jean-Pierre Foucault et Sébastien Cauet, puis comme producteur exécutif de Petites Stars le Grand Soir présenté par Nikos Aliagas et Christine Bravo. Sur NRJ 12, il anime un nouveau jeu La Main, présente l'émission de télé-réalité À la recherche du grand amour au côté de Victoria Silvstedt ainsi que Tout est bon dans le salon.
Depuis septembre 2010, il présente le magazine de voyages Échappées belles sur France 5 en alternance avec Sophie Jovillard et Ismaël Khelifa.
En 2012, il publie avec Sophie Jovillard un guide de voyage dans les plus belles villes d'Europe : Nos Échappées Belles.
Pendant l'été 2015, il intervient également comme expert auprès de Stéphane Bern pour la quatrième saison de l'émission Le Village préféré des Français. À la rentrée, il anime une chronique sur les voyages dans La Quotidienne sur France 5 en alternance avec ses comparses d'Échappées belles[réf. nécessaire].

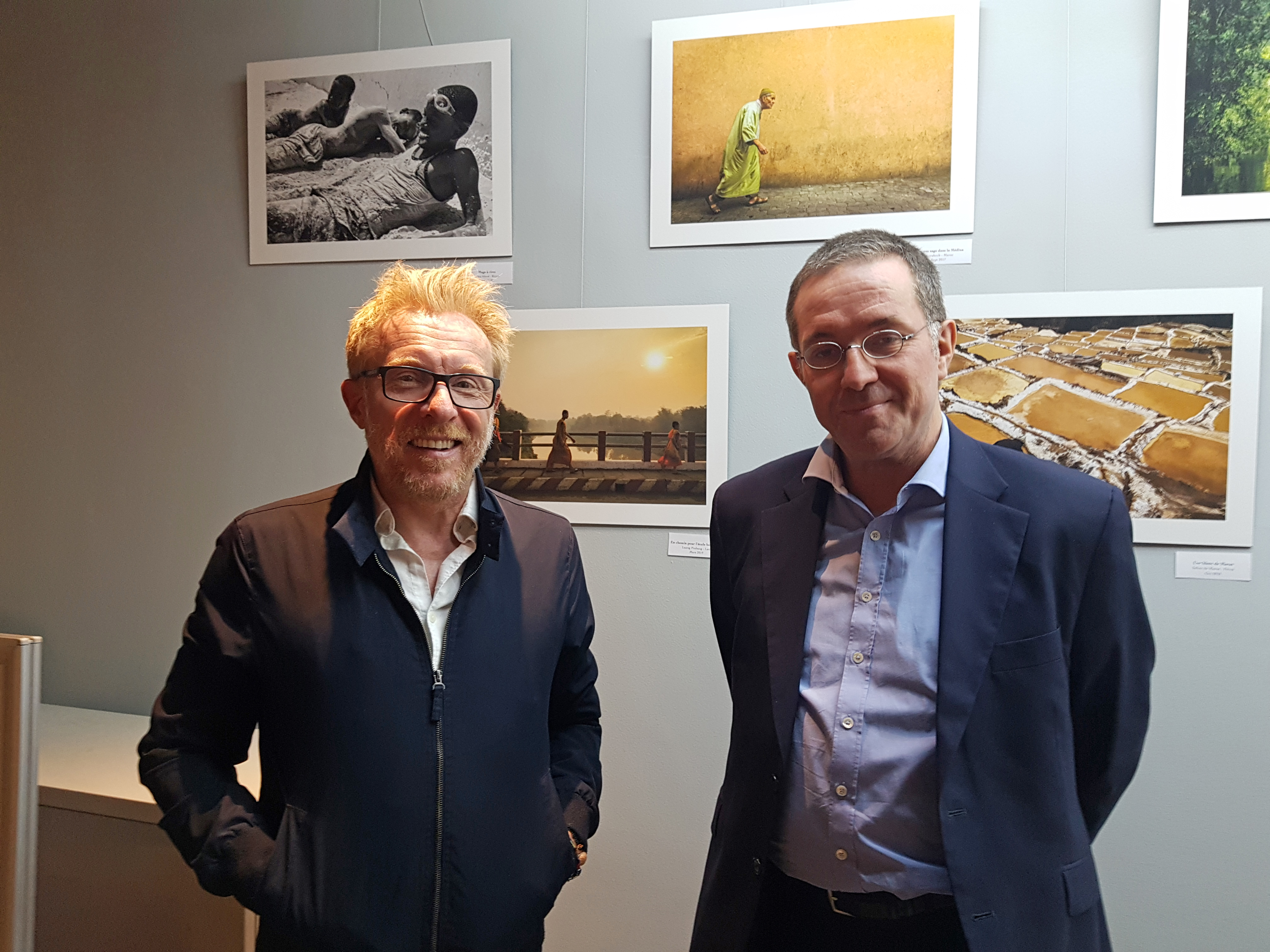
Jérôme Pitorin devant son expo photo Sourire au monde, avec Nicolas Samsoen, maire de Massy, au 34e Festival des Globe-trotters

## Émissions
- 2005 : Réalisateur et producteur de C'est du propre ! sur M6 ;
- 2006-2008 : Co-animateur puis rédacteur en chef de Nouvelle Star sur M6 ;
- 2009 : Chroniqueur de Méfiez-vous des idées reçues sur TF1 ;
- 2009 : Producteur exécutif de Petites Stars le Grand Soir sur TF1 ;
- 2009 : Animateur de La Main sur NRJ 12 ;
- 2009 : Co-animateur d'À la recherche du grand amour sur NRJ12 ;
- 2009 : Animateur de Tout est bon dans le salon sur NRJ12 ;
- Depuis 2010 : Animateur d'Échappées belles sur France 5 (en alternance avec Sophie Jovillard et Ismaël Khelifa) ;
- 2015 : Co-animateur de Le Village préféré des Français sur France 2 ;
- Depuis 2015 : Chroniqueur dans La Quotidienne sur France 5.

## Publications
- Jérôme Pitorin, Sophie Jovillard, et Zahia Hafs, Nos échappées belles : au cœur des plus belles villes d'Europe, Paris, Éditions du Chêne, 2012, 223 p. (ISBN 978-2-8123-0513-9, BNF 42591711)